# Gustav Richter
Gustav Richter (n. 19 noiembrie 1912, Stadtprozelten, Regatul Bavariei, Imperiul German – d. 5 iunie 1997, Kaiserslautern, Renania-Palatinat, Germania) a fost un ofițer SS german, aghiotant al nazistului Adolf Eichmann și expert în probleme evreiești (Judenberater) în timpul celui de-al Doilea Război Mondial.
Richter era un nazist devotat. El a fost membru al Partidului Muncitoresc Național-Socialist German (Partidul Nazist) și a făcut parte din elita SS (Schutzstaffel).

## Activitatea sa în România
În aprilie 1941 Richter a fost trimis la București (România), în calitate de consilier pe probleme evreiești. El a colaborat îndeaproape cu ambasadorul Germaniei în România, baronul Manfred von Killinger.
După ce a vizitat Berlinul în septembrie 1941, Richter s-a întors în România, unde a rămas până în august 1944. Richter a insistat pentru reintroducerea măsurilor represive la adresa evreilor români. La 3 septembrie 1941, ca urmare a intervenției sale, a fost reaprobat ordinul prin care evreii din România erau obligați să poarte steaua galbenă.
Misiunea principală a lui Richter a fost efectuarea unui recensământ al tuturor evreilor din România. El a plănuit internarea în ghetouri și ulterior exterminarea a 300.000 de evrei români, după deportarea lor în lagărul de exterminare Belzec de pe teritoriul ocupat al Poloniei. O altă sarcină încredințată lui era prevenirea emigrării evreilor (inclusiv a copiilor) din România în Palestina aflată sub mandat britanic.
La 22 iulie 1942 Richter a primit permisiunea de la Conducătorul (șef de stat) României, Ion Antonescu, și de la ministrul de externe Mihai Antonescu pentru a-i deporta pe evreii din România la Belzec. Cu toate acestea, planul lui Richter de deportare a evreilor români la Belzec a eșuat.
Richter a reușit să împiedice emigrarea deportaților, în special a orfanilor, din Transnistria în Palestina, în conformitate cu instrucțiunile detaliate pe care le-a primit direct de la Eichmann și de la Ministerul de Externe al Germaniei.
La 23 august 1944 forțele militare române apropiate regelui Mihai I au organizat o lovitură de stat, au înlăturat guvernul condus de Ion Antonescu (dictatorul militar al României), au scos România din Axa Berlin-Roma-Tokio și au hotărât ca România să treacă de partea aliaților. Richter se afla în clădirea Ambasadei Germaniei de la București, unde a fost capturat de forțele regale române și predat forțelor militare sovietice.

## Prizonier de război
La 21 ianuarie 1945, în timp ce afla în custodia sovietică imediat după cel de-al Doilea Război Mondial, Richter a împărțit celula de închisoare cu diplomatul suedez Raoul Wallenberg la închisoarea Lubianka. La 1 martie 1945 Richter a fost mutat din celulă și nu l-a mai văzut niciodată pe Wallenberg. El a depus mărturie în Suedia în 1955 că Wallenberg a fost interogat cel puțin o dată de către sovietici timp de aproximativ o oră și jumătate. Potrivit lui Richter, acest interogatoriu a avut loc la începutul lui februarie 1945.
După mai mulți ani petrecuți în lagărele de prizonieri din Uniunea Sovietică, Richter a fost judecat și condamnat în 1951 pentru crime de război. În 1955 a fost predat autorităților din Republica Federală Germania, care doreau să-l judece. Pregătirile pentru procesul lui Richter au demarat în Germania în 1961, dar procesul lui a început abia în decembrie 1981. Principala acuzație care i s-a adus a fost elaborarea unui plan de deportare a evreilor români la Belzec. La începutul anului 1982 Richter a fost condamnat la patru ani de închisoare, dar a fost eliberat pe motiv că și-ar fi ispășit deja această sentință în închisorile din Uniunea Sovietică.